# Drengen i kufferten
Drengen i kufferten er en dansk animationsfilm fra 2006, der er instrueret af Esben Toft Jacobsen efter manuskript af ham selv og Jannik Tai Mosholt.

## Handling
Pindsvinet Morten får en lillebror og har pludselig svært ved at få mor og fars opmærksomhed. Derfor beslutter Morten sig for at skaffe sig af med sin lillebror, så alt kan blive ligesom før.

## Stemmer
- Thomas Raahauge Andersen - Morten
- Lars Brygmann - Far
- Julie Lillevang Andersen - Mor
- Birthe Neumann - Bedstemor
- Nønne Katrine Rosenring - Bedstefar